# Кліматичний пояс

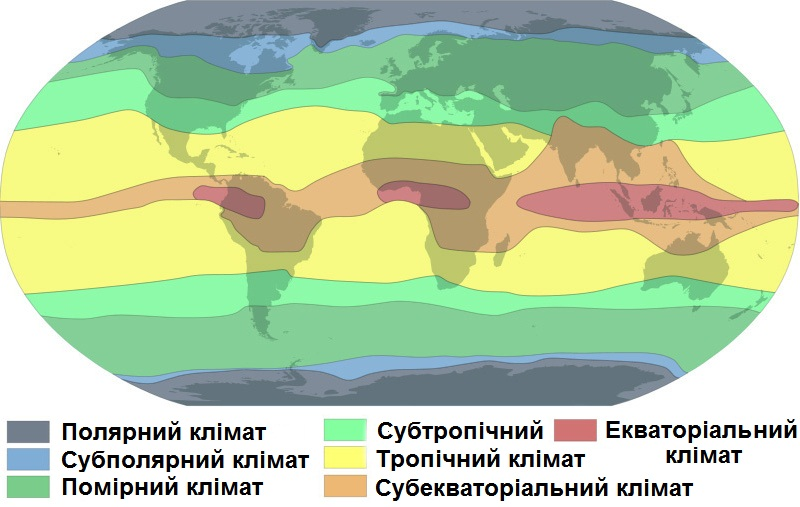
Кліматичні пояси Землі за класифікацією Алісова Б. П.

Клімати́чні пояси́ — великі смуги земної поверхні, які виділяють за кліматичними умовами і які мають характер широтних поясів (виділяють за особливостями режиму температури та опадів).
На земній кулі залежно від розподілу сонячного тепла й основних типів повітряних мас за класифікацією радянського кліматолога Алісова Бориса Павловича виділяють 7 основних і 6 перехідних кліматичних поясів. В екватора розташований екваторіальний кліматичний пояс, біля північного і південного тропіків розташовані два тропічні пояси, у помірних широтах — два помірні, біля полюсів — полярні: арктичний і антарктичний. Назви поясів дані за їхнім географічним положенням. У кожному основному поясі клімат визначає насамперед повітряна маса. Між основними кліматичними поясами розташовані перехідні пояси: два субекваторіальні, два субтропічні, субарктичний і субантарктичний. Вони характеризуються зміною повітряних мас, які приходять із сусідніх основних кліматичних поясів залежно від сезонів.
Межі кліматичних поясів проходять загалом паралельно до екватора, однак місцями вони відхиляються від загального напряму. Це пояснюється тим, що на їхнє розміщення впливає не лише нагрів земної поверхні (що залежить насамперед від кута падіння сонячних променів), а й рельєф, океанічні течії, льодовики та інші кліматотворні чинники.
У межах кліматичних поясів розрізняють кліматичні області з різноманітними типами клімату.

## Екваторіальний клімат
Тут цілий рік панують екваторіальні повітряні маси. В дні рівнодення (двічі на рік) Сонце в полудень перебуває в зеніті, тобто тоді сонячні промені падають прямовисно і в такому випадку найбільше нагрівають земну поверхню. Температура повітря цілий рік висока +26…+30°C, поблизу водойм та морів добові амплітуди не перевищують 1°C. Кількість опадів сягає 3000 мм, а на навітряних схилах — до 6000-7000 мм. Коефіцієнт зволоження понад 1 (кількість опадів перевищує випаровуваність), тому трапляється заболочення. Територія вкрита багатоярусними вологими екваторіальними лісами.
Екваторіальний пояс фактично не є суцільним поясом, а поділений на 3 окремі ареали: північні райони Південної Америки, узбережжя Гвінейської затоки та басейн Конго до озера Вікторія в Африці, Зондські острови та Меланезія з прилеглими акваторіями Індійського та Тихого океанів.

## Субекваторіальний клімат
Влітку тут переважають екваторіальні повітряні маси, взимку — тропічні. Середня температура влітку +30°C. Багато атмосферних опадів (1000-3000 мм). Середня температура взимку +14°C, опадів мало. Ґрунти після сезону літніх дощів пересихають, тому поширення боліт досить обмежене. Виділяють два підтипи субекваторіального клімату: з достатнім зволоженням та недостатнім — Африканський ріг, Західна Індія, Північна Австралія, Каатинга в Бразилії.
Загалом кліматичні умови досить сприятливі для людини, тому з цим кліматичним поясом пов'язані прадавні цивілізаційні центри — Ефіопське нагір'я, Індокитай, Індія. Радянський академік М. І. Вавилов визначив центри походження культурних рослин. До субекваторіального поясу відносяться такі: Мезоамерика, Південна Америка, Африка, Південна Азія, Австралія.

## Тропічний клімат
Тропічний клімат займає два пояси на північ та південь від субекваторіального кліматичного поясу. Сонце в день сонцестояння знаходиться в зеніті. У північній півкулі він розташовується над Мексикою та Карибськими островами в Північній Америці; над Сахарою в Африці; Аравійським півостровом, півднем Іранського нагір'я, Белуджистаном в Азії. У південній півкулі тропічний кліматичний пояс охоплює широкі смуги тропічного узбережжя Південної Америки (Перу, Чилі, Уругвай, Бразилія); Південна Африка від Анголи до Мозамбіку; центральні райони Австралії. В тропічному поясі досить чітко вирізняються 2 підтипи клімату: континентальний і морський.

### Континентальний тропічний клімат
Над просторами континентів поширені області високого тиску, переважають висхідні потоки повітря. Тут утворюється і випадає досить мало атмосферних опадів (100—250 мм). Спекотне літо +35°…+40°C, прохолодна зима +10°…+15°C. Досить значні добові амплітуди температури повітря — до 40°, в пустелях можливі вранішні приморозки на ґрунті. Відсутність значної хмарності призводить до ясних і холодних ночей. Різкі добові перепади температур призводять до значного фізичного вивітрювання гірських порід і утворення великої кількості гравію, піску та пилу. Пил та пісок переноситься на великі відстані вітрами. Переважає східне перенесення повітряних мас — пасати (північно-східні в північній півкулі та південно-східні в південній).
Кліматичні умови східних і західних тропічних узбереж досить сильно різняться. Уздовж західних узбереж Африки, Америки та Австралії проходять холодні морські течії, що знижують температуру повітря до +18°…+20°C й заважають утворенню хмар, а отже й випадінню значних атмосферних опадів. Тут розташовуються найпосушливіші пустелі світу: Атакама, Наміб, Західна Сахара. Уздовж східних узбереж материків проходять теплі морські течії, температури повітря тут більші, опадів більше.

### Морський тропічний клімат
Морський тропічний клімат досить сильно нагадує екваторіальний, але з меншою хмарністю та постійними східними вітрами. Влітку над океаном температура повітря не підіймається вище +20°…+27°C, взимку — +10°…+15°C. Влітку опадів випадає більше ніж взимку, але в сезон не більше 50 мм.

## Субтропічний клімат
У субтропічних поясах північної та південної півкуль, що лежать на межі тропічних та помірних кліматичних поясів, влітку поширюються тропічні повітряні маси, взимку ж помірні приносять атмосферні опади (500 мм). Літо спекотне від +30° до +50°C, посушливе; зима доволі прохолодна з частими дощами, снігопадами, але стійкого снігового покриву не утворюється. В глибинах континентів зима посушлива (до 120 мм) з морозами до -20°C, літо жарке (до +50°C).

### Середземноморський клімат
Для західних околиць материків характерним є середземноморський клімат з жарким безхмарним літом та вітряною дощовитою зимою. Річна сума атмосферних опадів становить 450—600 мм. Цей підтип клімату досить сприятливий для людської життєдіяльності. З ним пов'язаний розквіт древніх цивілізацій на берегах Середземного моря (Антична Греція, Давній Рим, Карфаген); сучасні кліматичні морські курорти, великі урбанізовані території південної Каліфорнії (Лос-Анджелес, Сан-Хосе), Південної Африки (Кейптаун), Австралії (Перт) та Чилі (Сантьяго, Вальпараїсо). Середземноморський підтип клімату досить сприятливий для вирощування цінних культурних рослин: цитрусові, виноград, маслини.

### Мусонний клімат
Субтропічний клімат східних узбереж материків переважно мусонний: зима прохолодна та суха, літо тепле (+25°C) і вологе (800 мм). Мусони дмуть взимку з континентів на море, влітку — несуть опади з моря на суходіл. Мусонний підтип клімату ясно виражений лише в північній півкулі — східне узбережжя Азії. Також він характерний і для помірного поясу цього узбережжя (Далекий Схід Росії). Велика кількість опадів в теплий період року дозволяє рослинності швидко вегетувати й досягати почасти гігантських розмірів на добрих ґрунтах. Цей підтип клімату дозволяє вирощувати харч для більш ніж мільярда людей, що проживають в Східній Азії (Китай, Тайвань, Японія).

## Помірний клімат
Кліматичний пояс західного перенесення повітряних мас, цілий рік тут панують західні вітри, що приносять атмосферні опади цілий рік у вигляді дощів та снігопадів. Літо помірно тепле (+10°…+28°C), зима досить холодна (-4°C…-50°C). Річна норма опадів сильно різниться на околицях континентів (1000-3000 мм) та вглиб (100 мм — внутрішні райони Азії, панування Монгольського антициклону). Досить виразна різниця річних сезонів. Помірний кліматичний пояс простягається широкою смугою над помірними широтами (від 40°-45° до полярного кола) Північної Америки та Євразії, в південній півкулі він лише трохи зачіпає околиці Південної Америки (Патагонія, Вогняна земля), північна частина Антарктичного півострова, Тасманія та острів Південний Нової Зеландії. Україна цілком лежить в його межах, в межах помірно-континентального підтипу. Над цими територіями утворюється область низького тиску з активною циклонічною діяльністю. Помірний кліматичний пояс має два головних підтипи: континентальний помірний клімат та морський помірний клімат.

### Континентальний помірний клімат
Континентальний помірний клімат поширений у внутрішніх районах Північної Америки та Азії, циклони сюди завітають досить рідко. Літо тепле (+17°…+26°C), зима холодна (-10°…-24°C) зі стійким сніговим покривом. Найчіткіше цей підтип клімату виражений в Якутії — зимові морози -40°C, сухе повітря, майже відсутність опадів.

### Морський помірний клімат
Морський помірний клімат панує над західними околицями материків. Він формується за безпосередньої участі західних вітрів з океанів. Літо прохолодне (+15°…+20°C), тепла зима (вище за +5°C). Атмосферні опади випадають цілий рік в достатній кількості (500—1000 мм, у горах до 6000 мм). На східній околиці Євразії, від Камчатського півострова до Корейського панує мусонний підтип клімату. Стійка сезонна зміна постійних вітрів впливає на картину розподілу опадів впродовж року. Взимку тут дмуть холодні мусони на море, утворюючи ясну суху холодну (-20°…-27°C) погоду. Влітку мусони з Тихого океану несуть вологу на материк. На Камчатці та Сахаліні випадає 1600—2000 мм.

## Субарктичний клімат
Перехідні конвергентні зони між помірним та полярним кліматом в північній та південній півкулі. У північній півкулі поширений над значними теренами північної Євразії, Аляски, Північної Канади, Південної Гренландії, Ісландією, Північною Норвегією; в південній півкулі це майже суто морський клімат.
Влітку сюди з помірних широт поширюються вологі повітряні маси, що спричинюють прохолодне (+5°…+10°C) вологе літо 300 мм (на півночі Якутії лише 100 мм). Незважаючи на невелику кількість таких опадів, волога не встигає випаровуватись, що спричинює велику заболоченість та поширення безлічі озер. Взимку тут панують полярні повітряні маси. Зими довгі холодні (-50°C) й темні (полярна ніч).

## Полярний клімат
Полярний клімат поширений вище -70° широти на північній півкулі (арктичний клімат) та -65° широти південної (антарктичний клімат). Цілий рік тут панує полярне повітря. Декілька місяців на рік буває полярна ніч та полярний день. Через малий кут падіння сонячних променів та велике альбедо поверхні вкритої снігом та кригою, що не тануть цілий рік) повітря досить сильно охолоджене й не прогрівається вище 0°C навіть влітку — це зона вічних морозів -20…-40°C. Полюс холоду -89,2°C знаходиться в Антарктиді на російській дослідницькій станції Восток. Увесь рік над полюсами панують області високого тиску: вітри слабкі (східного напрямку), хмарність майже відсутня. Атмосферних опадів випадає менше ніж 100 мм на рік — полярні пустелі. Повітря насичене крихітними крижинками, продуктами сублімації вологи із сухого полярного повітря. Влітку можлива тривала мжичка.